# 일촉즉발 (음반)
《일촉즉발》(일본어: 一触即発 잇쇼쿠소쿠하츠[*])은 일본의 프로그레시브 록 밴드 요닌바야시의 1974년에 발매된 데뷔 스튜디오 음반이다.

## 배경
전년에 발매된 사운드트랙 《어느 청춘/스무세의 원점》에 이은 요닌바야시의 본격적인 메이저 데뷔 작품이 될 음반이다. 일본의 프로그레시브 록 음반 중에서는 극히 초기의 것이다.
2002년에는 1975년 싱글 〈하늘 나는 원반에 동생이 탔어/부엔디아〉 두 곡이 추가 수록된 CD판 《일촉즉발+2》가 발매됐다.
이 음반은 《롤링 스톤 재팬》이 선정한 100대 명반 중 38위에 올랐다.

## 커버 아트
커버 아트는 파이프를 핀 나무늘보의 일러스트로 되어 있다.

## 곡 목록
| #  | 제목 | 작사·작곡                          | 재생 시간 |
| -- | --- | ---------------------------------- | --------- |
| 1. | 〈[hΛmǽbeΘ]〉 | 모리조노 카츠토시                  | 0:45      |
| 2. | 〈하늘과 구름 (空と雲)〉                                                                                           | 나카무라 신이치, 스에마츠 야스오   | 5:20      |
| 3. | 〈축제 (역시 축제가 있는 거리에 갔더니 울어버렸다) (おまつり (やっぱりおまつりのある街へ行ったら泣いてしまった))〉 | 모리조노 카츠토시, 스에마츠 야스오 | 11:13     |
| 4. | 〈일촉즉발 (一触即発)〉                                                                                            | 모리조노 카츠토시, 스에마츠 야스오 | 12:18     |
| 5. | 〈탁구공의 탄식 (ピンポン玉の嘆き)〉                                                                               | 오카이 다이지                      | 5:03      |